# O Porriño
O Porriño – gmina w Hiszpanii, w prowincji Pontevedra, w Galicji, o powierzchni 61,22 km². W 2011 roku gmina liczyła 18 543 mieszkańców.